# Río San Juan (México)
El río San Juan es un río de México, un afluente del río Bravo que discurre por los estados de Nuevo León y Tamaulipas. Es el río más importante del estado de Nuevo León ya que abastece a la presa El Cuchillo, construida para llevar agua al Área Metropolitana de Monterrey que concentra más de la mitad de la población de su estado.

## Recorrido
El río San Juan es el río más importante del estado de Nuevo León (México). Se origina en el arroyo La Chueca, en el Valle del Huajuco en Santiago y es represado por la presa Rodrigo Gómez (La Boca). Posteriormente continúa en dirección hacia el municipio de Cadereyta Jiménez donde se le une el Río Santa Catarina por la margen izquierda. Más adelante se le unen por la margen derecha los ríos Ramos, Garrapatas y Pilón. Sus caudalosas aguas abastecen la Presa El Cuchillo, que provee de agua al Área Metropolitana de Monterrey y a la Presa Marte R. Gómez (El Azúcar) en Tamaulipas. También por margen izquierda se le une el río Pesquería en el municipio de Doctor Coss. Desemboca en el río Bravo, cerca de Ciudad Camargo, en el estado de Tamaulipas.

## Afluentes
Algunas de sus afluentes son los ríos Santa Catarina, La Silla, Pesquería, Salinas, Pilón, Ramos y Álamos.

## Cuenca
La cuenca del río San Juan pertenece a la región hidrológica río Bravo-San Juan (24 B*), con una superficie de alrededor de 32,972 km², comprendida entre las coordenadas 25°15' y 26°45' de latitud norte, 99°15' y 101°45' longitud oeste, abarca parte de los estados de Coahuila, Nuevo León y Tamaulipas. La mayor parte de esta cuenca está dentro del estado de Nuevo León.